# Creuzburg
Creuzburg è una frazione (Ortsteil) della città tedesca di Amt Creuzburg.

## Storia
Il 31 dicembre 2019 la città di Creuzburg venne fusa con i comuni di Ebenshausen e Mihla, formando la nuova città di Amt Creuzburg.